# Hiding Place
Hiding Place è il secondo album in studio della cantante statunitense Tori Kelly, pubblicato il 14 settembre 2018. L'album ha vinto il Grammy Awards come Best Gospel Album e la traccia "Never Alone" ha ottenuto il Grammy come Best Gospel Performance/Song.
L'album ha raggiunto la prima posizione delle classifiche Gospel di Stati Uniti e Regno Unito e la decima della classifica australiana.

## Tracce
1. Masterpiece (featuring Lecrae) – 4:44
2. Help Us to Love (featuring The HamilTones) – 3:46
3. Sunday – 3:35
4. Just as Sure (featuring Jonathan McReynolds) – 5:30
5. Psalm 42 – 5:34
6. Questions – 4:50
7. Never Alone (featuring Kirk Franklin) – 3:34
8. Soul's Anthem (It Is Well) – 5:15